# 山田淺右衛門
山田淺右衛門，又叫山田朝右衛門（日文淺與朝同音），是日本江戶時代公家御用的刀劍試斬者，此為山田家當家代代繼承的工作與名字。因為兼任劊子手的緣故，又被人家叫做斬首淺右衛門。

## 歷史
「山田淺右衛門」本來只是刀劍測試者之名，但因為當時許多正式的劊子手忌諱執行斬首的工作，而山田淺右衛門又因為試刀的關係，常要用到屍體，於是就開始代為執行死刑。如果親生兒子的技巧不夠，山田家則會選擇適當的人收為養子以繼承「山田淺右衛門」之名。由於公家御用的本工作並非江戶幕府正式的官職，因此也無法從幕府得到俸祿，身分其實比較接近於浪人。
雖然被叫做「斬首淺右衛門」，但事實上山田淺右衛門沒有從死刑的工作得到什麼收入，因為政府給的酬勞必須交給名義上執行死刑的正式劊子手。山田淺右衛門斬首所得真正的收入是來自刀劍的鑑定，所謂代為執行死刑（斬首或其他），其實就是為了鑒定刀劍銳利與否，而在需要的部位（頸部或其他位置）試斬而已，而鑑定試斬一回則可以得到死刑執行十倍以上的酬勞。每年公家御用的工作大約一到兩回，每一刀可以得到約十兩的酬勞，一年此項收入在五十兩以內。刀劍鑒定隨著禮金不同有所變化，但一刀有到一百金上下的，從各大名、旗本、富豪等處得到相當大的收入。山田淺右衛門還活用試斬的經驗做出刀劍等級排行，其中最有名的就是山田淺右衛門吉睦的《懷寶劍尺》。
不過和山田家世代經營的人膽丸生意比起來，刀劍鑒定也只是副業而已。人膽丸又叫仁膽、山田丸、淺山丸、淺右衛門丸，以高價販賣的人膽丸號稱可以治療肺結核，也因為只有山田家有取得屍體的管道，可製造由人類肝臟、腦、膽囊、膽汁等物提煉的這項漢方藥，讓山田家過著可以與石高三、四萬石大名匹敵的富有生活。
歷任的「山田淺右衛門」對使其發大財的死者們向來懷有敬意，一向毫不吝惜超渡法會，當時所建立的紀念碑現在還殘存於現今東京都豐島區池袋的祥雲寺裡。
在江戶幕府瓦解之後，明治政府開始與西洋的道德標準接軌，1870年4月15日禁止人膽丸的販賣後，更於1882年廢除斬首死刑。山田淺右衛門從此失業。

## 歷代山田淺右衛門
1. 山田淺右衛門貞武（1657－1716年）
2. 山田淺右衛門吉時（？－1744年）
3. 山田淺右衛門吉繼（1705－1770年）
4. 山田淺右衛門吉寬（1736－1786年）
5. 山田淺右衛門吉睦（1767－1823年）
6. 山田朝右衛門吉昌（1787－1852年）
7. 山田朝右衛門吉利（1813－1884年）
8. 山田淺右衛門吉亮（1854－1911年）

也有吉亮之兄山田朝右衛門吉豐（淺雄：1839-1882年）為第八代，吉亮應該是閏八代的說法。

## 相關作品
- 暴坊將軍（時代劇）
- 無限之住人（漫畫）
- 地獄樂（漫畫）